# Het mooiste moment
Het mooiste moment is een televisieprogramma waarin bekende Vlamingen een overzicht krijgen van hun leven. Het programma werd uitgezonden op VTM tussen 1996 en 1999. Het werd gepresenteerd door Luc Appermont. Sinds 2021 wordt het programma herhaald op VTM Gold.

## Inhoud
Nietsvermoedende bekende Vlamingen werden ontvangen door gastheer Luc Appermont in een studio vol met familie en vrienden. In deze studio kregen ze een overzicht van hun leven door middel van foto's en getuigenissen. De BV's werden vaak herenigd met mensen uit hun kindertijd of uit het begin van hun carrière. Elke aflevering werd afgesloten met een lied gebracht door kennissen van de desbetreffende gast. 

## Seizoenen[1]

### Seizoen 1 (1996)
| Afl. | Bekende Vlaming      |
| ---- | -------------------- |
| 1    | Koen Wauters         |
| 2    | Greet Rouffaer       |
| 3    | Bert Anciaux         |
| 4    | Will Tura            |
| 5    | Jean-Marie Pfaff     |
| 6    | Helmut Lotti         |
| 7    | Katrien Devos        |
| 8    | Liliane Saint-Pierre |
| 9    | Gaston Berghmans     |
| 10   | Wendy Van Wanten     |
| 11   | Eddy Planckaert      |
| 12   | Carry Goossens       |
| 13   | Compilatie           |

### Seizoen 2 (1997)
| Afl. | Bekende Vlaming  |
| ---- | ---------------- |
| 1    | Willy Sommers    |
| 2    | Dana Winner      |
| 3    | Walter Capiau    |
| 4    | Guido Depraetere |

### Seizoen 3 (1998)
| Afl. | Bekende Vlaming    |
| ---- | ------------------ |
| 1    | Ingeborg           |
| 2    | Eric Gerets        |
| 3    | Tony Corsari       |
| 4    | Simonne Peeters    |
| 5    | Marc Coessens      |
| 6    | Ivo Pauwels        |
| 7    | Gerty Christoffels |
| 8    | Odilon Mortier     |
| 9    | Wies Andersen      |
| 10   | Marva              |
| 11   | Raymond Goethals   |
| 12   | Compilatie         |

### Seizoen 4 (2002)
| Afl. | Bekende Vlaming  |
| ---- | ---------------- |
| 1    | Betty Owczarek   |
| 2    | Goedele Liekens  |
| 3    | Eddy Wally       |
| 4    | Walter Grootaers |
| 5    | Sergio           |
| 6    | Margriet Hermans |
| 7    | Herman De Croo   |
| 8    | Jacques Vermeire |
| 9    | Jean-Luc Dehaene |
| 10   | Mike Verdrengh   |